# Mount Hoskins
Mount Hoskins är ett berg i Antarktis. Det ligger i Östantarktis. Australien gör anspråk på området. Toppen på Mount Hoskins är 2 030 meter över havet, eller 430 meter över den omgivande terrängen. Bredden vid basen är 5,8 km.
Terrängen runt HMount oskins är huvudsakligen kuperad, men västerut är den platt. Trakten är obefolkad. Det finns inga samhällen i närheten.